# إيليا أفيربوخ
إيليا إيزياسلافوفيتش أفيربوخ (الروسية: Илья Изяславович Авербух) هو راقص جليد روسي ولد في يوم 18 ديسمبر 1973 في موسكو. أبرز إنجازاته هو فوزه بالميدالية الفضية في دورة الألعاب الأولمبية الشتوية 2002 في سولت ليك. كما فاز بثلاثة ميداليات ذهبية وفضية وبرونزية في بطولات العالم. سبق له الزواج والطلاق من شريكته إيرينا لوباتشيفا وله ابن واحد منها. في سنة 2020 تزوج من الممثلة ليزا أرزاماسوفا.